# Nowossergejewka (Kursk, OKTMO 38621418141)
Nowossergejewka (russisch Новосергеевка) ist ein Dorf (derewnja) in der Oblast Kursk in Russland. Es gehört zum Rajon Kurtschatow und zur Landgemeinde (selskoje posselenije) Kolpakowski selsowjet.

## Geographie
Der Ort liegt gut 52 km Luftlinie südwestlich des Oblastverwaltungszentrums Kursk im südwestlichen Teil der Mittelrussischen Platte, 19,5 km südwestlich des Rajonverwaltungszentrums Kurtschatow, in unmittelbarer Nähe des Sitzes des Dorfsowjets – Nowossergejewka, 40 km von der Grenze zwischen Russland und der Ukraine, am Fluss Ralutin (Nebenfluss des Reut im Becken des Seim).

### Klima
Das Klima im Ort ist wie im Rest des Rajons kalt und gemäßigt. Es gibt während des Jahres eine erhebliche Niederschlagsmenge. Dfb lautet die Klassifikation des Klimas nach Köppen und Geiger.

## Bevölkerungsentwicklung
| Jahr | Einwohner |
| ---- | --------- |
| 2002 | 75        |
| 2010 | 40        |

Anmerkung: Volkszählungsdaten

## Verkehr
Nowossergejewka liegt 35,5 km von der Fernstraße föderaler Bedeutung M2 „Krim“ (Moskau – A142/Trosna – Grenze zur Ukraine), 13 km von der Straße regionaler Bedeutung 38K-017 (Kursk – Lgow – Rylsk – Grenze zur Ukraine), 13 km von der Straße 38K-010 (M2 – Iwanino), 8,5 km von der Straße 38K-004 (Djakonowo – Sudscha – Grenze zur Ukraine), an der Straße interkommunaler Bedeutung 38N-086 (38K-004 – Ljubimowka – Imeni Karla Libknechta), 0,5 km von der Straße 38N-090 (38N-086 – Kolpakowo – Iwanino) und 13,5 km vom nächsten Eisenbahnhaltestelle 412 km (Eisenbahnstrecke Lgow-Kijewskij – Kursk) entfernt.
Der Ort liegt 119 km vom internationalen Flughafen von Belgorod entfernt.